# Дроб Григорій Маркович
Григорій Маркович Дроб (нар. 1900 — розстріляний 1937) — радянський діяч, керуючий справами Ради Народних Комісарів Української СРР. Член Ревізійної Комісії КП(б)У в січні 1934 — травні 1937 р.

## Біографія
Член РКП(б) з 1918 року.
Перебував на відповідальній профспілковій і господарській роботі. До 1934 року — на керівній роботі у Всеукраїнській раді професійних спілок (ВУРПС УСРР).
У червні 1934 — січні 1936 року — керуючий справами Ради Народних Комісарів Української СРР.
14 листопада 1936 — 1937 року — 1-й заступник народного комісара легкої промисловості Української СРР.
У 1937 році заарештований органами НКВС. 25 серпня 1937 року засуджений до вищої міри покарання, розстріляний. Посмертно реабілітований.